# 庫利基夫 (利維夫區)

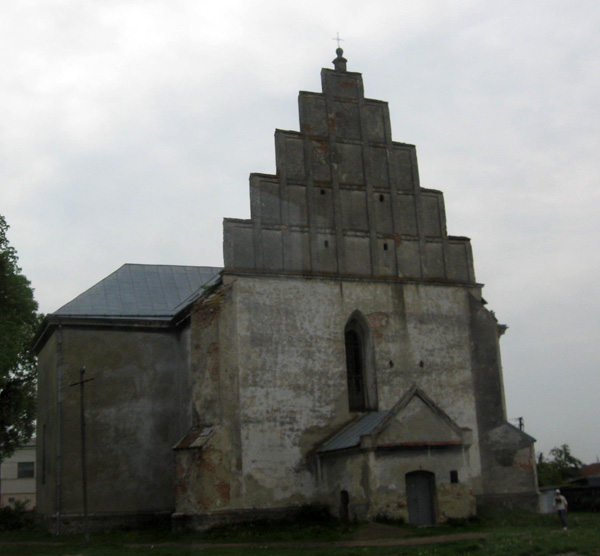
教堂

庫利基夫（烏克蘭語：Куликів），亦按俄語译为库利科夫，是烏克蘭西部利沃夫州利沃夫区庫利基夫市鎮的鎮，及该市镇的行政中心。始建於1399年，面積29平方公里，2011年人口3,963，人口密度每平方公里136.66人。